# Poincaré (krater księżycowy)
Poincaré – duży krater, który znajduje się na południowej półkuli na niewidocznej z Ziemi stronie Księżyca. Większa część formacji jest bardzo zniszczona w procesie erozji i przez kolejne uderzenia, zostawiając tylko na zachodzie pozostałości oryginalnego zewnętrznego pierścienia.
Wschodnia cześć pierścienia jest całkowicie zniszczona. Znaczna część wnętrza została pokryta nową nawierzchnią przez strumienie lawy. Ta powierzchnia ma mniejsze albedo niż okoliczny teren, dając mu ciemny wygląd.
Obwód krateru Poincaré posiada kilka godnych uwagi mniejszych kraterów. Na północy znajduje się Hopmann a na wschodzie kratery Abbe i Hess. Bezpośrednio na zachodzie leży Planck, krater o podobnych wymiarach co Poincaré. Obie formacje są wystarczająco duże, aby stworzyć niewielkie księżycowe morze.

## Satelickie kratery
| Poincaré | Szerokość | Długość  | Średnica |
| -------- | --------- | -------- | -------- |
| C        | 54,4° S   | 169,0° E | 20 km    |
| J        | 59,4° S   | 168,7° E | 20 km    |
| Q        | 59,3° S   | 160,9° E | 26 km    |
| R        | 60,2° S   | 155,0° E | 52 km    |
| X        | 53,8° S   | 161,9° E | 19 km    |
| Z        | 53,7° S   | 164,9° E | 35 km    |